# Талейран-Перигор, Габриель-Мари де
Габриель-Мари де Талейран-Перигор (фр. Gabriel-Marie de Talleyrand-Périgord; 1 октября 1726, Париж — 1795), граф де Перигор — французский военный и государственный деятель.

## Биография
Сын маркиза Даниеля-Мари-Анн де Талейран-Перигора и Гийонны де Рошфор-Тебон.
В молодости именовался графом де Талейраном. Поступил на службу прапорщиком в Нормандский полк 27 июля 1741. В марте 1742 полк вошел в состав Баварской армии, вернувшейся из Германии в июле 1743. Талейран закончил кампанию на берегах Рейна. Вступив в том году в брак, стал титуловаться графом де Перигором. 24 января 1744 стал лейтенантом и в тот же день получил комиссион на получение капитанского ранга, в каковом качестве служил во Фландрской армии, прикрывавшей осады Менена, Ипра и Фюрна, а остаток кампании проведшей в лагере в Куртре.
Его отец, полковник Нормандского полка, был убит при осаде Турне 9 мая 1745. 11-го король дал Габриелю-Мари комиссион на командование отцовским полком.Командовал им в битве при Фонтенуа, осадах городов и цитаделей Турне, Дендермонде, Ауденарде и Ата в 1745 году, при осаде Брюсселя и в битве при Року в 1746 году, в Мехеленском лагере, а затем при осаде Берген-оп-Зома в 1747-м, и при осаде Маастрихта в 1748-м.
23 апреля 1749 получил должность менина при дофине. 1 января 1752 стал губернатором, генеральным наместником и великим бальи Берри, а также получил губернаторство в Бурже и Иссудене, после отставки принца Шале. 11 июля 1753 был назначен командиром Кавалерийского полка дофина, с отставкой от должности полковника Нормандского полка. Командовал своим новым полком в Ришмонском лагере в 1755 году. 23 июля 1756 получил чин бригадира. Стал грандом Испании 1-го класса по праву жены, после смерти тестя, принца Шале, 24 февраля 1757.
15 июня 1757 назначен в Германскую армию, командовал бригадой в битве при Хастенбеке, присоединился к своему полку в августе, содействовал взятию Миндена и Ганновера, находился в лагере в Клостерсевене, затем участвовал в марше на Целль. В 1758 году участвовал в битве при Крефельде. Отделившись 5 октября с отрядом войск для соединения с армией принца Субиза, Талейран особенно отличился 10-го числа в битве при Лутерберге, и 15-го прибыл в Версаль с сообщением о победе. 1 августа 1759 участвовал в битве при Миндене.
1 мая 1760 снова назначен в Германскую армию. Был в деле при Корбаке 10 июля, в бою при Варбурге 31 августа, где он был легко ранен, и в битве при Клостер Кампене на Нижнем Рейне в октябре.
20 февраля 1761 произведен в лагерные маршалы, и оставил командование полком. В 1761 и 1762 годах продолжал службу в Германской армии, находился 15—16 июля 1761 в боях под Филингхаузеном, и во многих делах в 1762 году.
7 июня 1767 пожалован в рыцари орденов короля, был главнокомандующим в Лангедоке и генерал-губернатором Пикардии (1770). 1 марта 1780 произведен в генерал-лейтенанты.

## Семья
Жена (28.12.1743): Мари Франсуаза Маргерит де Талейран-Перигор (10.08.1727—22.05.1775), принцесса де Шале, придворная дама королевы Марии Лещинской (10.12.1740—1768), затем придворная дама младших принцесс (Виктории, Софии и Луизы, 1768—1775). Единственная дочь и наследница Луи-Жана-Шарля де Талейрана, принца де Шале, маркиза д'Эксидёй, гранда Испании 1-го класса, и Мари-Франсуазы де Рошешуар-Мортемар
Дети:
- Мари-Жанна (4.08.1747—19.01.1792), придворная дама Марии Антуанетты. Муж (27.01.1762): герцог Луи-Мари де Майи (1744—1792)
- Эли-Шарль (4.08.1754—31.01.1829), герцог Перигорский
- Адальбер-Шарль (1.01.1758—13.12.1841), граф де Перигор. Жена (25.08.1794): Мари де Сен-Леже (1755—1830)